# 林正茂
林正茂（1466年—？），字孔時，福建福清縣人，直隸泰州千戶所軍籍，明朝政治人物。

## 生平
弘治八年（1495年）乙卯科應天府鄉試第一百十一名舉人。弘治九年（1496年）聯捷丙辰科會試第二百名，三甲第八十四名進士。曾官山西副使。

## 家族
曾祖林文；祖父林盛；父林瓚，監生。母唐氏。具庆下。